# Handelskapitalismus
Handelskapitalismus ist ein von Historikern und Soziologen (Immanuel Wallerstein; James Fulcher; Friedrich Lenger) verwandter Begriff. In globalhistorischer Perspektive bezeichnet er nach Friedrich Lenger eine dem Industriekapitalismus vorausgehende, mit dem Fernhandel im späten 15. Jahrhundert beginnende Geschichtsperiode. Sein Wesenskern ist Kapitalinvestition „in Erwartung von Gewinn durch Ausnützen von Tausch-Chancen“ in der Sphäre des Handelns. Nach Jonathan Levy stellen Handelskapitalismus und Industriekapitalismus unterschiedliche Investitionsregimes dar. In der von Werner Sombart als Frühkapitalismus bezeichneten Periode bildet er das Zwischenglied zwischen dem im Spätmittelalter seit dem 13. Jahrhundert sich auflösenden Feudalsystem durch den Kaufmannskapitalismus (Kocka) und dem im späten 18. Jahrhundert aufkommenden Industriekapitalismus.